# Jim Jiminee
Jim Jiminee fue una banda británica que estuvo activa entre los años 1986 y 1989. Lanzaron un LP y tres discos de vinilo EP.

## Historia
La banda fue fundada en septiembre de 1986 y lanzó su primer EP, Do It, el jueves de 1987 en Cat & Mouse Records. Durante los próximos tres años, lanzarían un nuevo LP y dos EP, mientras tocaban en varios lugares de Inglaterra.
Se disolvieron oficialmente en 1989, donde varios miembros de la banda continuaron con otros proyectos. A fines de la década de 1990 y principios de la década de 2000, Vinyl Japan lanzó varios CD de larga duración, con relanzamientos y material inédito, incluido un álbum de larga duración como The Thatcher Years.

## Después de Jim Jiminee
Kevin y Lindsay Jamieson y Nick Hannan pasaron a formar The Deep Season, y más tarde produjeron y brindaron respaldo para el álbum de Perry Rose, The Bright Ring of the Day .
Nick Hannan se unió a su hermano Patrick "Patch" Hannan en su estudio de producción, Blah Street Studio. Patch tocó la batería para The Sundays, Star 69. Y Arnold Mientras estuvo allí, Nick apareció en numerosos álbumes para una variedad de artistas, incluidos Arnold, Jack Henderson y Bennet.
Delphi Newman y el guitarrista Paul Greendale formaron la banda World Without Tigers en 1998. En 2002, la cantante Delphi Newman cantó en el álbum de Mark Flanagan The Chosen Few.

## Discografía
- Do it on Thursday (EP) (Cat & Mouse Records, 1987)
- Welcome To Hawaii (LP) (Cat & Mouse Records, 1988) (relanzada por Vinyl Japan, 1999)
- Town & Country Blues (EP) (Beatwax) (relanzada por Vinyl Japan, 2000)
- I Wanna Work! (EP) (Cat & Mouse Records, 1988)
- The EP (EP) (Vinyl Japan, 2000)
- The Thatcher Years (LP) (Vinyl Japan, 2001)